# Parafia Świętej Bożej Opatrzności w Zamościu
Parafia Świętej Bożej Opatrzności w Zamościu – parafia należąca do dekanatu Zamość diecezji zamojsko-lubaczowskiej. Została utworzona 6 marca 2005. Kościół parafialny w budowie od 2006. Mieści się przy ulicy Zawiszy (osiedle Karolówka).